# Cmentarz Golęciński w Szczecinie
Cmentarz Golęciński w Szczecinie – cmentarz komunalny w Szczecinie na terenie osiedla Golęcino-Gocław.

## Historia
Pierwszy cmentarz wsi Frauendorf powstał prawdopodobnie w XIII wieku razem z budową pierwszej świątyni. W 1862 podczas budowy nowego kościoła (obecny kościół Matki Bożej Nieustającej Pomocy) część dawnego cmentarza uległa zniszczeniu. Po zakończeniu I wojny światowej na terenie cmentarza postawiono pomnik upamiętniających poległych. W 1921 jego obszar został powiększony w kierunku północno-wschodnim i osiągnął wówczas obecne rozmiary, w latach II wojny światowej pochowano tu kilkunastu jeńców francuskich. W niezmienionym stanie dotrwał do 1945, gdy został raz z pobliską świątynią poważnie uszkodzony. W 1946 ówczesne władze skomunalizowały nekropolię i zaczęto wówczas grzebać tu polskich osadników osiedlających się wówczas na terenie Golęcina. W celu pozyskania terenów pod pochówki Polaków planowano lub niszczono groby pochowanych tu Niemców, do czasów obecnych przetrwały jedynie trzy przedwojenne nagrobki (najstarszy z 1893). W 1971 Sanepid wydał decyzję zabraniającą dokonywania kolejnych pochówków, uargumentowano to wysokim stanem wód gruntowych. Ostatecznie w 1980 uznano Cmentarz Golęciński za nekropolię zamkniętą, od tego czasu wielu mieszkańców Szczecina ekshumowało swoich bliskich na inne cmentarze.